# 阿莱娜·弗尔扎尼奥娃
阿莱娜·弗尔扎尼奥娃（捷克語：Alena Vrzáňová，1931年5月16日—2015年7月30日），捷克女子花样滑冰运动员。她曾代表捷克斯洛伐克参加世界花样滑冰锦标赛，获得二枚金牌。她也参加了1948年冬季奥运会。